# Bernard Palmer
Bernard Alvin Palmer (* 21. November 1914 in Central City, Nebraska; † 7. Mai 1998 in Holdrege, Nebraska) war ein US-amerikanischer Schriftsteller, der über 165 Romane hauptsächlich christlicher Kinder- und Jugendliteratur veröffentlichte.

## Leben
Bernard Palmer wurde 1914 in Central City, im US-Bundesstaat Nebraska geboren. Palmer verbrachte nur ein Jahr auf dem College und hatte Probleme mit dem Fach Englisch, dennoch inspirierte ihn der Unterricht sich dem Schreiben zu widmen.
Seinen Lebensunterhalt bestritt er durch die Arbeit im Grabmalgeschäft seiner Familie. Durch seine Romane erlangte er in evangelikalen Kreisen Berühmtheit, insbesondere durch die lange Danny-Orlis-Reihe, die er für die Jugendsendung des Radiosenders Back to the Bible schrieb. Als Autor hauptsächlich christlicher Kinder- und Jugendliteratur, veröffentlichte er über 165 Titel, darunter mehrere langlebige Serien. Palmers Romane enthalten eine deutliche evangelistische Botschaft und die Ermahnung an die Gläubigen, ihr Leben ganz Gott zu überlassen. Die meisten Abenteuer spielen in der Prärie und in den nördlichen Wäldern von Minnesota, wo Palmer seit seiner Kindheit lebte. Eine Ausnahme davon war das Buch My Son, My Son (1970), eine Geschichte über das Leben und den tragischen Tod seines ältesten Sohnes Barry.
Bernard Palmer war verheiratet mit Marjorie Palmer, mit der er mehrere Bücher gemeinsam verfasste. Mit ihr hatte er mehrere Kinder. Palmer gehörte der Evangelical Free Church of America an, einem Mitgliedsbund des Internationalen Bunds Freier Evangelischer Gemeinden.
Ins Deutsche übersetzt, erschienen unter anderem die Reihen um seine Helden Danny Orlis, Ted und Terri und Dr. Brockers Weltraumabenteuer. Ferner dienten viele seiner Geschichten als Grundlage von Hörspieladaptionen von Autoren wie Hanno Herzler und Margret Birkenfeld.

## Werke (Auswahl)
- Das vergessene Indianergrab. (Buch- und Schallplattenverlag Hermann Schulte, 1972)
- In der Höhle der Beduinen. (Buch- und Schallplattenverlag Hermann Schulte, 1972)
- Indianer weinen nicht. (Oncken-Verlag, 1972)
- Gefährliche Augen im Dschungel. (Hänssler-Verlag, 1973)
- Das Geheimnis der alten Mühle. (Buch- und Schallplattenverlag Hermann Schulte, 1973)
- Das grüne Medaillon. (Buch- und Schallplattenverlag Hermann Schulte, 1977)
- Das verschwundene Erbstück. (Buch- und Schallplattenverlag Hermann Schulte, 1977)
- Sturm über dem Land. (Christliche Verlagsanstalt, 1977)

Dr. Brockers Weltraumabenteuer
- Dr. Brockers tolle Erfindung (Band 1, Buch- und Schallplattenverlag Hermann Schulte, 1974)
- Raketenformel, streng geheim (Band 2, Buch- und Schallplattenverlag Hermann Schulte, 1974)
- Das Flugzeug ohne Flügel. (Band 3, Buch- und Schallplattenverlag Hermann Schulte, 1975)
- Das versunkene Schiff. (Band 4, Buch- und Schallplattenverlag Hermann Schulte, 1975)
- Der ungewollte Weltraumflug. (Band 5, Buch- und Schallplattenverlag Hermann Schulte, 1976)
- Der Spion im Raumschiff. (Band 6, Buch- und Schallplattenverlag Hermann Schulte, 1976)
- Der aufregende Mondflug. (Band 7, Buch- und Schallplattenverlag Hermann Schulte, 1976)

Danny Orlis
- Danny Orlis und der Bruderzwist. (Trachsel-Verlag, 1982)
- Danny Orlis und die Entführung in Mexiko. (Trachsel-Verlag, 1982)
- Danny Orlis und die weggelaufene Sandy. (Trachsel-Verlag, 1982)
- Danny Orlis und ein erlebnisreicher Sommer in Texas. (Trachsel-Verlag, 1982)
- Danny Orlis in der Mannschaft. (Trachsel-Verlag, 1981)
- Danny Orlis und der Junge, der mit dem Leben spielte. (Trachsel-Verlag, 1981)
- Danny Orlis und der Schatz von Angle Inlet. (Trachsel-Verlag, 1981)
- Danny Orlis in der heiligen Höhle. (Trachsel-Verlag, 1980)
- Danny Orlis und das Flugzeugwrack. (Trachsel-Verlag, 1980)
- Danny Orlis und die seltsamen Waldbrände. (Trachsel-Verlag, 1980)
- Danny Orlis und die sprechenden Felsen. (Trachsel-Verlag, 1980)

Sandra
- Sandra und der ehrliche Verräter. (Verlag Schulte & Gerth, 1982)
- Sandra und der Dieb im Zeltlager. (Verlag Schulte & Gerth, 1982)
- Sandra und die Blechschatulle. (Verlag Schulte & Gerth, 1984)
- Sandra und der Agentenring. (Verlag Schulte & Gerth, 1983)

Ted und Terri
- Ted und Terri und der listige Trapper. (Hänssler-Verlag, 1973)
- Ted und Terri und der verrückte Trompeter. (Hänssler-Verlag, 1973)

Fröhliche Welt (mit Marjorie Palmer sowie Illustrationen von Lucille Marsh)
- Wer liebt. (Verlag der Francke-Buchhandlung, 1980)
- Wer sorgt. (Verlag der Francke-Buchhandlung, 1980)
- Wer macht. (Verlag der Francke-Buchhandlung, 1980)
- Wer sagt. (Verlag der Francke-Buchhandlung, 1980)

### Hörspieladaptionen
- Beduinen, Berghöhlen und Bibelrollen. (Frohe Botschaft im Lied, 1974; Hörspiel von Margret Birkenfeld nach dem Buch In der Höhle der Beduinen, spätere Auflage gleichnamig zum Buchtitel)
- Das Geheimnis der alten Mühle. (Schulte & Gerth, 1996; Hörspiel von Hanno Herzler nach dem gleichnamigen Buch)
- Dr. Brockers tolle Erfindung. (Schulte & Gerth, 1996; Hörspiel von Hanno Herzler nach dem gleichnamigen Buch)
- Raketenformel – streng geheim. (Schulte & Gerth, 1996; Hörspiel von Hanno Herzler nach dem gleichnamigen Buch)
- Das Flugzeug ohne Flügel. (Schulte & Gerth, 1997; Hörspiel von Hanno Herzler nach dem gleichnamigen Buch)
- Der Schatz von Hispaniola. (Schulte & Gerth, 1997; Hörspiel von Hanno Herzler nach dem Buch Das versunkene Schiff)
- Der aufregende Mondflug. (Schulte & Gerth, 1997; Hörspiel von Hanno Herzler nach dem gleichnamigen Buch)
- Auf der dunklen Seite des Mondes. (Schulte & Gerth, 1997; Hörspiel von Hanno Herzler nach dem Buch Der Spion im Raumschiff)
- Geheimtreffen mit dem Gegner. (Schulte & Gerth, 1998; Hörspiel von Hanno Herzler nach dem Buch Der Spion im Raumschiff)
- Der Spion im Raumschiff. (Schulte & Gerth, 1998; Hörspiel von Hanno Herzler nach dem gleichnamigen Buch)